# Baltijos Futbolo Akademija
Baltijos Futbolo Akademija (BFA) (lt. Viešoji įstaiga – Baltijos futbolo akademija) is een Litouwse voetbalacademie uit Vilnius.

## Erelijst
- Pirma lyga (D2)

7 plaats: 2022

## Seizoen na seizoen
| Seizoen | Niveau | Liga                | Plaats | Webplaats   | Opmerkingen                   |
| ------- | ------ | ------------------- | ------ | ----------- | ----------------------------- |
| 2018    | 3.     | Antra lyga (Pietūs) | 8.     | [ 1 ]       | promoveerde                   |
| 2019    | 2.     | Pirma lyga          | 11.    | [ 2 ]       | naam FK Vilnius; licentie BFA |
| 2020    | 2.     | Pirma lyga          | 13.    | [ 3 ]       |                               |
| 2021    | 2.     | Pirma lyga          | 12.    | [ 4 ] [ 5 ] |                               |
| 2022    | 2.     | Pirma lyga          | 7.     | [ 6 ]       |                               |
| 2023    | 2.     | Pirma lyga          | 10.    |             |                               |
| 2024    | 2.     | Pirma lyga          | 9.     | [ 7 ]       |                               |

## Bekende (ex-)spelers
- Dominiik Kodz